# 용남고등학교 (경남)
용남고등학교(龍南高等學校)는 대한민국 경상남도 사천시 용현면 선진리에 위치한 사립 고등학교이다.

## 학교 연혁
- 1967년 10월 5일 : 용남실업고등학교 인가
- 1968년 3월 1일 : 초대 최동수 교장 취임
- 1968년 3월 5일 : 용남실업고등학교 개교
- 1973년 9월 4일 : 교명 변경 (용남고등학교)
- 2000년 7월 24일 : 학칙 변경(12학급)
- 2009년 10월 26일 : 교육과학기술부 지정 기숙형고교 선정
- 2019년 11월 7일 : 교육부 학교 단위 공간혁신학교 선정
- 2021년 3월 1일 : 제9대 최연진 교장 취임
- 2023년 1월 20일 : 제53회 졸업 107명, 졸업생 총수 8,451명

## 참고 자료
- 용남고등학교 - 한국교육학술정보원 학교알리미